# Terry McDermott (skridskoåkare)
Richard Terrance "Terry" McDermott, född 20 september 1940 i Essexville i Bay County, Michigan, död 20 maj 2023, var en amerikansk skridskoåkare.
McDermott blev olympisk guldmedaljör på 500 meter vid vinterspelen 1964 i Innsbruck.